# Cacostegania obscurata
Cacostegania obscurata är en fjärilsart som beskrevs av W. Warren 1905. Cacostegania obscurata ingår i släktet Cacostegania och familjen mätare. Inga underarter finns listade i Catalogue of Life.